# 明石潮

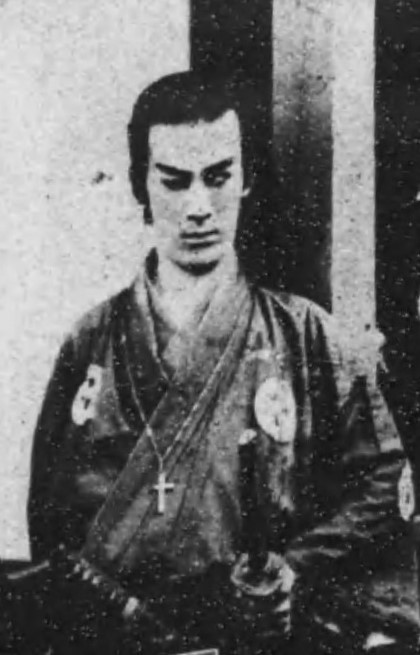
『栄光の剣』（1924）の明石

明石 潮 （あかし うしお、1898年〈明治31年〉9月11日 - 1986年〈昭和61年〉11月26日）は、日本の俳優。本名は明石 義仁。
東亜キネマで剣劇スターとして活躍し、後に自ら剣劇団を組織して舞台活動を行った。戦後は東映時代劇を中心に脇役として多くの作品に出演した。出演作は300本を越える。

## 来歴・人物
1898年（明治31年）9月11日、鳥取県気高郡鹿野町の地主の家に生まれる。明石家は山本勘助の叔父・七左衛門の家系と言われ、祖父の藤十郎は近在で剣豪と知られ、潮は祖父から剣道をみっちり教わって育った。小作の子を呼び捨てにする癖を祖父に叱責され、藍の甕に突っ込まれて半年くらい首から下が藍に染まったことがあり、以来誰に対しても「さん」付けで呼ぶ習慣がついたという。父親の文三郎は養子で、明石太夫の名で義太夫を語ることもある遊芸好みの人物だった。
1910年（明治43年）に県立師範学校付属小学校高等科を卒業し、持ち前の向学心と家の束縛から逃れたいために友人を頼って上京。早稲田実業学校に入学し、1915年（大正4年）に卒業した。1917年（大正6年）に早稲田大学文学部に入学するが、演劇の世界に惹かれて上山草人に師事、大学は同年7月で中退した。米騒動や廃娼運動に関わったことによる退学処分だった。同年9月に上山が主宰する近代劇協会に加入し、翌1918年（大正7年）6月に有楽座で公演された『ヴェニスの商人』のバッサニオ役で初舞台を踏んだ。1919年（大正8年）、伊庭孝らが結成した新星歌舞劇団に高田雅夫、高田せい子、戸山英二郎（藤原義江）、正邦宏らとともに参加し、その後山口俊雄らの新声劇に入った。
1924年（大正13年）5月に新声劇を退座し、牧野省三に招かれて東亜キネマ等持院撮影所に入社。後藤秋声監督の『栄光の剣』で初主演し、剣劇スターとして数々の作品に主演、翌1925年（大正14年）には現代劇の甲陽撮影所とかけもち出演した。同年秋、明石潮一座を組織して浅草の観音劇場で旗揚げ公演を行い、常盤座を拠点に地方巡業にも出る。1928年（昭和3年）、松竹下加茂撮影所に入社して数作に主演するが、再び一座を組織して舞台活動を行い、戦時中は軍の慰問のため上海などへ巡業した。
1952年（昭和27年）、阿部豊・志村敏夫監督の『私はシベリアの捕虜だった』で映画出演を再開し、後に東映と契約を結んで多数の作品で脇役を演じた。また、木下恵介監督の『二十四の瞳』などの松竹作品にも出演。川頭義郎監督の『涙』では若尾文子の父親役を好演し、東映時代劇では善良なるがために斬られてしまう役どころを誠実に演じた。
1986年（昭和61年）11月26日、気管支肺炎のため千葉県君津市の千葉芙蓉病院で死去。88歳没。

## 出演作品

### 映画
- 栄光の剣（1924年、東亜キネマ）
- 笹川繁蔵（1924年、東亜キネマ）
- 恩愛を残して（1925年、東亜キネマ）
- 武士道（1925年、東亜キネマ）
- 平手造酒（1931年、松竹キネマ） - 平手造酒
- 私はシベリアの捕虜だった（1952年、シュウタグチプロ）
- 花の生涯 彦根篇 江戸篇（1953年、松竹） - 松平越前守
- 夜明け前（1953年、近代映画協会）
- 逆襲!鞍馬天狗（1953年、東映） - 酒井忠継
- この太陽（1954年、東映） - 犬丸老人
- 水戸黄門漫遊記シリーズ（東映）
  - 水戸黄門漫遊記（1954年） - 成瀬采女正正春
  - 続水戸黄門漫遊記 副将軍初上り（1954年） - 成瀬采女正
  - 水戸黄門（1960年） - 織田主計頭
  - 水戸黄門 助さん格さん大暴れ（1961年） - 中山備前
- 花と竜 第一部（1954年、東映） - 永田杢次
- 伊豆の踊子（1954年、松竹） - 父喜平
- 近世名勝負物語 黄金街の覇者（1954年、東映） - 鈴木兵右衛門
- びっくり五十三次（1954年、松竹） - 浜千鳥の文吉
- 二十四の瞳（1954年、松竹） - 校長先生
- 壮烈神風特攻隊（1954年、東映） - 連合艦隊老大佐
- 継母（1954年、東映） - 室井博士
- 怪人二十面相 三部作（1954年、松竹） - 門野支配人
- 大学は出たけれど（1955年、松竹） - 村瀬良作
- 姿三四郎 第一部（1955年、東映） - 谷干城
- 女の一生（1955年、松竹） - 沢井
- 大岡政談 黄金夜叉（1955年、東映） - 近江屋作左衛門
- 十九の花嫁（1955年、松竹） - 仲人
- 亡命記（1955年、松竹） - 警察署長
- 夕焼童子 二部作（1955年、東映） - 漁師頭勘兵衛
- 愛情会議（1955年、松竹） - 中津川さん
- まぼろし小僧の冒険 第三篇・第四篇（1955年、東映） - 天海和尚
- 牢獄の花嫁（1955年、東映） - 千早龍山公
- 遠い雲（1955年、松竹） - 寺田屋の番頭
- 飛龍無双（1955年、東映） - 夢園老師
- 獅子丸一平（1955年、東映） - 関白輔平
- 薩摩飛脚 完結篇（1955年、東映） - 吉田屋彦右衛門
- あばれ振袖（1955年、東映） - 相馬重胤
- ふり袖小天狗（1955年、東映） - 南部信濃守
- 笛吹若武者（1955年、東映） - 近衛基道
- 怪傑黒頭巾シリーズ（東映）
  - 御存じ快傑黒頭巾 危機一発（1955年） - 牧野越中守
  - 怪傑黒頭巾 爆発篇（1959年） - 山鹿士行
- 多羅尾伴内シリーズ（東映）
  - 多羅尾伴内 戦慄の七仮面（1956年） - 金栗支店長
  - 多羅尾伴内 十三の魔王（1958年） - 羽仁信介
- 赤穂浪士 天の巻・地の巻（1956年、東映） - 安井彦右衛門
- 拳銃対拳銃（1956年、東映） - 天城伯爵
- 泉（1956年、松竹） - 高杉博物館長
- 鼻の六兵衛（1956年、東映） - 田辺左近
- 快剣士 笑いの面（1956年、東映） - 長谷部監物
- 雪崩（1956年、東映） - 岡崎内科部長
- いれずみ判官シリーズ（東映）
  - 長脇差奉行（1956年） - 松崎刑部
  - はやぶさ奉行（1957年） - 遠山景晋
  - 火の玉奉行（1958年） - 遠山左衛門尉景晋
  - たつまき奉行（1959年） - 手塚久兵ヱ
  - 江戸っ子判官とふり袖小僧（1959年） - 箱根の関所役人
  - 御存じいれずみ判官（1960年） - 遠山景晋
  - さくら判官（1962年） - 久世大和守
- おしどり囃子（1956年、東映） - 能見三之曲丞
- 女難屋敷（1956年、松竹） - 稲波丹後守
- 忠治祭り 剣難街道（1956年、東映） - 都賀源五郎
- 若さま侍捕物帖シリーズ（東映）
  - 若さま侍捕物帖 魔の死美人屋敷（1956年） - 宗兵衛
  - 若さま侍捕物帖（1960年） - 伊勢屋周兵衛
- 権三と助十 かごや太平記（1956年、東映） - 彦兵衛
- 怪談千鳥ケ淵（1956年、東映） - 丹後屋治右衛門
- 隠密秘帖 まぼろし城（1956年、東映） - 金森飛騨守
- 朱と緑（1956年、松竹） - 裁判官
- 海の百万石（1956年、東映） - 高樹元尚
- 涙（1956年、松竹） - 多吉
- 恐妻一代（1956年、松竹） - 山岸六之丞
- やくざ大名（1956年、東映） - 松平大和守
- 妖蛇の魔殿（1956年、東映） - 江州屋次郎兵衛
- ここは静かなり（1956年、松竹） - 校長
- 少年探偵団（東映）
  - 少年探偵団 第一部・第二部（1956年） - 中根法務大臣
  - 少年探偵団 第一部 二十面相の復讐（1957年） - 法務大臣
  - 少年探偵団 第二部 夜光の魔人（1957年） - 法務大臣
  - 少年探偵団 透明怪人（1958年） - 委員長
  - 少年探偵団 首なし男（1958年） - 委員長
- 新諸国物語・七つの誓い 凱旋歌の巻（1957年、東映） - 足利義晴
- 大江戸喧嘩纏（1957年、東映） - 堀川重兵衛
- 花まつり男道中（1957年、東映） - 桝兼の惣兵衛
- 修羅時鳥（1957年、東映） - 猿橋甚内
- とんちんかん 八百八町（1957年、東映） - 三田屋茂兵衛
- ふり袖捕物帖 ちりめん駕籠（1957年、東映） - 松平丹後守
- 花嫁シリーズ（東映）
  - 鳳城の花嫁（1957年） - 太田兵助
  - 鶯城の花嫁（1958年） - 岩見権太夫
- 源氏九郎颯爽記シリーズ（東映）
  - 源氏九郎颯爽記 濡れ髪二刀流（1957年） - 神官
  - 源氏九郎颯爽記 白狐二刀流（1958年） - 伊藤紀伊守
- オーケストラの姉妹（1957年、松竹） - 国井老人
- 雪姫七変化 二部作（1957年、松竹） - 本多佐渡守
- 素浪人忠弥（1957年、東映） - 林道春
- 黄金の伏魔殿（1957年、東映） - 水島潜庵
- 喜びも悲しみも幾歳月（1957年、松竹） - 北海道木村台長
- お富と切られ与三郎（1957年、松竹） - 伊豆屋与左衛門
- 赤穂義士（1957年、東映） - 矢頭長助
- ボロ屋の春秋（1958年、松竹） - 五味の恩師
- 緋ざくら大名（1958年、東映） - 北条信濃守
- 丹下左膳シリーズ（東映）
  - 丹下左膳（1958年） - 新見嘉門
  - 丹下左膳 妖刀濡れ燕（1960年） - 伊庭一心斎
  - 丹下左膳 乾雲坤竜の巻（1962年） - 鉄斎
- 旗本退屈男シリーズ（東映）
  - 旗本退屈男（1958年） - 岩根平左ヱ門
  - 旗本退屈男 謎の暗殺隊（1960年） - 土屋相模守
- 大江戸七人衆（1958年、東映） - 喜兵衛
- 少年三国志（1958年、東映） - 夢幻老師
- 花笠若衆（1958年、東映） - 牧野内膳正
- 怪猫からくり天井（1958年、東映） - 鍋島豊後
- 殿さま弥次喜多 怪談道中（1958年、東映） - 徳川宗真
- 剣は知っていた 紅顔無双流（1958年、東映） - 伊作
- 満月かぐら太鼓（1958年、東映） - 西山の清兵衛
- 地獄の午前二時（1958年、東映） - 古道具屋の主人
- 喧嘩太平記（1958年、東映） - 松平安房守
- 点と線（1958年、東映） - 長谷川医師
- 忠臣蔵 暁の陣太鼓（1958年、松竹） - 菅野六郎左衛門
- 忠臣蔵 櫻花の巻・菊花の巻（1959年、東映） - 藤井又左衛門
- 鞍馬天狗（1959年、東映） - 浩右衛門
- 唄しぐれ千両旅（1959年、東映） - 松江の文吉
- 新吾十番勝負シリーズ（東映）
  - 新吾十番勝負（1959年） - 越前屋半六
  - 新吾十番勝負 第三部（1960年） - 太田備中守
  - 新吾十番勝負 完結篇（1960年） - 太田備中守
- 名犬物語 断崖の少年（1959年、東映） - 警察署長
- ゆうれい小判（1959年、東映） - 信濃屋四郎五郎
- おしどり道中（1959年、東映） - 三右衛門
- 母子草（1959年、東映） - 西川校長
- 大菩薩峠 完結篇（1959年、東映） - 小泉家当主
- 風流使者 天下無双の剣（1959年、東映） - 室賀三太夫
- 遊星王子（1959年、東映） - 真城博士
- 血斗水滸伝 怒涛の対決（1959年、東映） - 大道寺平馬
- 姫夜叉行状記（1959年、松竹） - 松前屋伊助
- いろは若衆 花駕籠峠（1959年、東映） - 矢部駿河守
- 恋山彦（1959年、東映） - 十寸見源四郎
- 大岡政談 千鳥の印篭（1959年、東映） - 阿部豊後守
- 柳生旅日記 天地夢想剣（1959年、東映） - 国友一有斎
- 天下の伊賀越 暁の血戦（1959年、東映） - 荒尾但馬
- 百万両五十三次（1959年、東映） - 和泉屋善兵衛
- 長七郎旅日記 はやぶさ小天狗（1959年、東映） - 堀田山城守
- 任侠中仙道（1960年、東映） - 宇右衛門
- ひばり十八番 弁天小僧（190年、東映） - 柴田左門
- 大いなる旅路（1960年、東映） - 盛岡駅長
- 人形佐七捕物帖シリーズ（東映）
  - 人形佐七捕物帖 般若の面（1960年） - 弥左衛門
  - 人形佐七捕物帖 くらやみ坂の死美人（1960年） - 鍬形屋新兵衛
- 砂絵呪縛（1960年、東映） - 良庵
- 白い崖（1960年、東映） - 唐沢主治医
- 桃太郎侍 江戸の修羅王 南海の鬼（1960年、東映） - 右田外記
- 壮烈新選組 幕末の動乱（1960年、東映） - 八木源之丞
- 喧嘩まつり 江戸っ子野郎と娘たち（1960年、東映） - 嘉衛門
- 黒部谷の大剣客（1960年、東映） - 仁庵
- 神田祭り喧嘩笠（1960年、東映） - 丸屋総右衛門
- 半七捕物帖 三つの謎（1960年、東映） - 津の国屋次郎兵衛
- 大いなる驀進（1960年、東映） - 岡山駅長
- 江戸の朝風（1960年、東映） - 高梨助左衛門
- あばれ駕籠（1960年、東映） - 松代屋清右衛門
- 家光と彦左と一心太助（1961年、東映） - 尾張大納言義直
- 大江戸喧嘩まつり（1961年、東映） - 三浦屋藤左ヱ門
- 右門捕物帖 南蛮鮫（1961年、東映） - 坂部利右衛門
- 鳴門秘帖（1961年、東映） - 世阿弥
- 旗本喧嘩鷹（1961年、東映） - 安藤太左衛門
- 赤穂浪士（1961年、東映） - 原惣右衛門
- 新諸国物語 黄金孔雀城（1961年、東映） - 運天王
- ふり袖小姓捕物帖シリーズ（東映） - 秋元但馬守
  - ふり袖小姓捕物帖 蛇姫囃子（1961年）
  - ふり袖小姓捕物帖 血文字肌（1961年）
- 葵の暴れん坊（1961年、東映） - 近江屋喜兵衛
- はやぶさ大名（1961年、東映） - 三谷権太夫
- 怪談お岩の亡霊（1961年、東映） - 四谷左門
- 安寿と厨子王丸（1961年、東映動画） - 国分寺和尚[8]
- 黄色い風土（1961年、東映） - 熱海の和尚
- 反逆児（1961年、東映） - 酒井忠次
- 首なし島の花嫁（1961年、東映） - 碇屋十兵衛
- 瞼の母（1962年、東映） - 仙台屋与五郎
- お姫さまと髭大名（1962年、東映） - 将軍
- 千姫と秀頼（1962年、東映） - 伊勢屋喜兵衛
- 恋や恋なすな恋（1962年、東映） - 治部卿
- 八月十五日の動乱（1962年、東映） - 内務大臣
- 紀州の暴れん坊（1962年、東映） - 磯野半左衛門
- お坊主天狗（1962年、東映） - 番匠谷蔵人
- 大暴れ五十三次（1963年、東映） - 近江式部正
- 柳生武芸帳 片目の十兵衛（1963年、東映） - 土井大炊守
- 武士道残酷物語（1963年、東映） - 家老
- 真田風雲録（1963年、東映） - 織田有楽斎
- 民謡の旅 秋田おばこ（1963年、東映） - 琴川原広元
- 死闘の伝説（1963年、松竹） - 校長
- 雲の剣風の剣（1963年、東映） - 牟礼幽玄斎
- 残菊物語（1963年、松竹） - 尾上多見蔵
- 新選組血風録 近藤勇（1963年、東映） - 板倉周防守
- 十三人の刺客（1963年、東映） - 小泉頼母
- 真田風雲録（1963年、東映） - 織田有楽斎
- 人生劇場 新・飛車角（1964年、東映） - 市川梅之助
- 拝啓総理大臣様（1964年、東映） - 頭取徳さん
- 越後つついし親不知（1964年、東映） - 近迎えの花婿
- 忍者部隊月光（1964年、東映） - 藤波博士
- 続隠密剣士（1964年、東映） - 若年寄
- 五瓣の椿（1964年、松竹）
- 幕末残酷物語（1964年、東映） - 相原源吾
- 徳川家康（1965年、東映） - 石川安芸
- 雪国（1965年、松竹） - 駅長
- 青春の裁き（1965年、日活） - 西山新平
- 男の紋章 流転の掟（1965年、日活） - 瀬戸虎一
- 鉄火場仁義（1966年、日活） - 荒木
- 沓掛時次郎 遊侠一匹（1966年、東映） - 八丁徳
- 横堀川（1966年、松竹） - 吉太
- 絶唱（1966年、東映） - 経師屋為吉
- 8.15シリーズ（東宝）
  - 日本のいちばん長い日（1967年） - 平沼枢密院議長
  - 激動の昭和史 軍閥（1970年） - 高橋是清
- 兄弟仁義 関東兄貴分（1967年、東映） - 甚作
- みな殺しの霊歌（1968年、松竹） - 「万福」の主人
- 宮本武蔵（1973年、松竹） - 笠屋の主人
- 必殺仕掛人 梅安蟻地獄（1973年、松竹） - 越後屋平左衛門
- 花と龍 青雲篇 愛憎篇 怒濤篇（1973年、大映） - 警察署長
- 男はつらいよ 噂の寅次郎（1978年、松竹） - 田舎の住職

### テレビドラマ
- 浪曲ドラマ / 芝浜の革財布（1963年、NHK）
- 大河ドラマ / 太閤記（1965年、NHK） - 快川和尚
- 素浪人 月影兵庫 第1シリーズ 第15話「法華太鼓が響いていた」（1965年、NET / 東映） - 利平
- 新隠密剣士 第一部 忍秘影一族（1965年、TBS） - 影銅斎
- 特別機動捜査隊（NET / 東映）
  - 第224話「春の突風」（1966年）
  - 第380話「人形は生きている」（1969年）
  - 第394話「芸者とホステスと団地夫人」（1969年）- 築地清太郎
  - 第417話「美しい町の天使たち」（1969年） - 雨宮老人
  - 第513話「その夜の女」（1971年） - 源太郎
  - 第530話「懐かしのメロディー殺し屋」（1971年） - 佐々木
  - 第555話「慕情」（1972年） - 源作
  - 第578話「大利根慕情」（1972年） - 海老原
  - 第611話「奪われた関係」（1973年） - 小倉
  - 第628話「猫」（1972年） - 達次郎
  - 第663話「あたしは二十四歳の女」（1974年） - 竹内順之助
  - 第689話「復讐の構図」（1975年）- 木下
  - 第694話「ある絶望の女」（1975年） - 利平
  - 第700話「復讐の追跡」（1975年） - 平之助
  - 第713話 「涙の渡り鳥」（1975年） - 修造
  - 第724話「おもかげの宿」（1975年） - 平作
  - 第765話「ダイナマイトとダリヤの花」（1976年） - 井上老人
  - 第792話「情念の女」（1977年） - 立花
- 風 第40話「刀の中の顔」 （1968年、TBS / 松竹）
- 大忠臣蔵（1971年、NET / 三船プロ）- 土屋相模守
- 俺は用心棒 第2シリーズ 第12話「暁に染まるころ」（1969年、NET / 東映） - 与市
- 柔道一直線 第7話「必殺二段車」（1969年、TBS / 東映） - 審判長
- 水戸黄門 第1部 第6話「暁を駆ける -藤枝宿-」（1969年9月8日、TBS / C.A.L） - 榊原義助
- プレイガール 第69話「殺しの前に入浴を」（1970年、12CH）
- 日本怪談劇場 第4話「怪談 宇津谷峠」（1970年、12ch） - 尾花六郎左衛門
- 軍兵衛目安箱 第20話「子供は見ていた」（1971年、NET / 東映） - 真崎
- 好き! すき!! 魔女先生（1971年 - 1972年、ABC） - 竹取武右衛門
- 弥次喜多隠密道中 第5話「富士川騒動」（1971年、NTV / 歌舞伎座テレビ室） - 奈良陣左衛門
- おれは男だ! 第41話「花嫁は黒潮にのって!」（1972年、NTV）
- 変身忍者 嵐 第34・35話（1972年、MBS / 東映） - 本多家家老
- 必殺シリーズ（ABC / 松竹）
  - 必殺仕掛人 第7話「ひとでなし消します」（1972年） - 利助
  - 必殺仕置人 第17話「恋情すてて死の願い」（1973年） - 堺屋
- 怪談 第1話「四谷怪談」（1972年、NET）- 浄念
- 刑事くん 第2シリーズ 第19話「刑事とカバ焼き」（1973年、TBS / 東映）
- 荒野の用心棒 第7話「鷲ノ巣谷に死の影が走って…」（1973年、NET / 三船プロ） - 庄屋角左衛門
- ぶらり信兵衛 道場破り 第25話「妻と呼びたい」（1974年、CX / 東映） - 戸沢能登守
- 銭形平次 第438話「大江戸二十四時」（1974年、CX / 東映） - 宗兵ヱ
- ウルトラマンレオ 第8話「必殺! 怪獣仕掛人」（1974年、TBS） - 十貫*
- 仮面ライダーシリーズ（MBS）[9]
  - 仮面ライダーアマゾン 第1話「人か野獣か?! 密林から来た凄い奴！」（1974年） - 長老バゴー
  - 仮面ライダーストロンガー 第18話「怪談 底なし沼」（1975年） - 老人（奇械人電気エイ）
- がんばれ!!ロボコン 第40話「キラパッパ!! 七夕に消えたロビンちゃん」（1975年、NET / 東映）
- 大江戸捜査網 第229話「雪に舞う女必殺剣!」（1976年、12CH / 三船プロ） - 雲隠の仁助
- ザ・カゲスター 第2話「黄金魔人 モグラ作戦!」（1976年、NET / 東映） - 香山
- 白い秘密（1976年、TBS / 松竹） - 佐藤病院院長
- 隠し目付参上 （MBS / 三船プロ）
  - 第12話「白絹は血に染まったか」（1976年） - 上州屋清右衛門
  - 第23話「狙われた春楽! 三太裏切ったか」（1976年） - 丸目雅楽頭
- 桃太郎侍 第36話「海の男の燃える恋」（1977年、NTV / 東映） - 徳太郎
- 達磨大助事件帳 第12話「からくり花泥棒」（1978年、ANB / 前進座・国際放映） - 八郎兵衛
- 破れ新九郎 第19話「無惨、狙われた百姓妻」（1979年、ANB） - 喜作
- 花王愛の劇場 / 母子草（1979年、TBS / 東京映画）
- 吉宗評判記 暴れん坊将軍 第133話「聞いてちょ!爺ちゃん若様評判記」（1980年、ANN / 東映） - 田所甚兵衛

### 舞台
- 振袖御殿（1970年） - 沢住検校
- 大江戸物語